# جوليا سي. ر. دور
جوليا سي. ر. دور (بالإنجليزية: Julia C. R. Dorr)‏ (1825، تشارلستون في الولايات المتحدة - 1913)؛ شاعرة، كاتِبة وروائية أمريكية. درست في كلية ميدلبوري.

## روابط خارجية
- جوليا سي. ر. دور على موقع الموسوعة البريطانية (الإنجليزية)